# Mimer SQL
Mimer SQL är en SQL-baserad relationsdatabas från det svenska företaget Mimer Information Technology AB (tidigare namn Upright Database Technology AB, Sysdeco Mimer AB med flera). Mimer SQL har utvecklats och producerats sedan 1970-talet, då vid Uppsala Universitet, och finns tillgänglig för Microsoft Windows, Mac OS, Linux, Symbian, Unix, VxWorks, Android, Windows Mobile, Brew och OpenVMS. Till skillnad från konkurrerande relationsdatabashanterare så implementerar Mimer SQL enbart så kallad ”optimistisk låsning”.
Några utmärkande egenskaper för Mimer SQL är:
- Enbart så kallad ”optimistisk låsning”[2]
- Inga eller väldigt låga krav på underhåll[3]
- Litet footprint[4]
- Enbart standard-SQL[5]